# Station Runcorn East
Runcorn East is een spoorwegstation van National Rail in Runcorn, Halton in Engeland. Het station is eigendom van Network Rail en wordt beheerd door Transport for Wales. 